# 249514 Donaldroyer
249514 Donaldroyer è un asteroide della fascia principale. Scoperto nel 2010, presenta un'orbita caratterizzata da un semiasse maggiore pari a 2,7720399 UA e da un'eccentricità di 0,0504875, inclinata di 6,56226° rispetto all'eclittica.
L'asteroide è dedicato a Donald Royer.